# Chirag United Kerala
Chirag United Kerala ist ein Fußballclub in Indien. Beheimatet ist Viva Kerala in Kochi, der größten Stadt in Kerala.
Er wurde erst im Jahr 2004 als Gegenpol zum ersten indischen Proficlub FC Kochin gegründet. Im ersten Jahr erreichte Viva Kerala das Halbfinale der Meisterschaft in Kerala, 2006 konnte Viva Kerala nach einem 1-1 gegen State Bank of Travancore die Meisterschaft in Kerala gewinnen.